# Condado de Franklin (Misisipi)
El condado de Franklin (en inglés: Franklin County), fundado en 1809, es un condado del estado estadounidense de Misisipi. En el año 2000 tenía una población de 8.448 habitantes con una densidad poblacional de 6 personas por km². La sede del condado es Meadville.

## Geografía
Según la Oficina del Censo, el condado tiene un área total de 1469 km² (567,2 mi²), de la cual 1463 km² (564,9 mi²) es tierra y 6 km² (2,3 mi²) es agua.

## Demografía
En el 2000 la renta per cápita promedia del condado era de $ 24,885 y el ingreso promedio para una familia era de $31,114. El ingreso per cápita para el condado era de $13,643. En 2000 los hombres tenían un ingreso per cápita de $26,676 frente a $19,567 para las mujeres. Alrededor del 24.10% de la población estaba bajo el umbral de pobreza nacional.

## Condados adyacentes
- Condado de Jefferson (norte)
- Condado de Lincoln (este)
- Condado de Amite (sur)
- Condado de Wilkinson (suroeste)
- Condado de Adams (oeste)

## Localidades
Pueblos
- Bude
- Meadville
- Roxie

Áreas no incorporadas
- Eddiceton
- Hamburg
- Knoxville
- Lucien
- McCall Creek
- Quentin

## Principales carreteras
- U.S. Highway 84
- U.S. Highway 98
- Carretera 33
- Carretera 570